# Křepenice
Křepenice är en ort i Tjeckien.   Den ligger i regionen Mellersta Böhmen, i den centrala delen av landet, 40 km söder om huvudstaden Prag. Křepenice ligger 356 meter över havet och antalet invånare är 160. Den ligger vid sjön Údolní nádrž Slapy.
Terrängen runt Křepenice är platt österut, men västerut är den kuperad. Runt Křepenice är det ganska tätbefolkat, med 96 invånare per kvadratkilometer. Närmaste större samhälle är Dobříš, 15,6 km nordväst om Křepenice. Omgivningarna runt Křepenice är en mosaik av jordbruksmark och naturlig växtlighet.